# Korthaarmier
De korthaarmier of steppenmier (Lasius distinguendus) is een mierensoort uit de onderfamilie van de schubmieren (Formicinae). De wetenschappelijke naam van de soort is voor het eerst geldig gepubliceerd in 1916 door Emery.